# Верхнее Акчерино
Верхнее Акчерино (горномар. Кӱшӹл Пӹнгельйӓл) — деревня в Горномарийском районе Марий Эл Российской Федерации. Входит в состав Пайгусовского сельского поселения.
Численность населения — 71 чел. (2014 год).

## Этимология
Название Акчерино происходит от имени Акчер татарского происхождения (ак «белый» + чора, чура «раб, невольник»). Горномарийское название Кӱшӹл Пӹнгельйӓл означает «верхняя деревня у реки Пингель» и состоит из кӱшӹл «верхний», Пӹнгель «Пингель» (пӹнь «сосна» + ель, ср. коми ель «лесная речка», хант. ель «родник, ключ»), йӓл «деревня».

## География
Располагается в 13 км от административного центра сельского поселения — села Пайгусово.

## История
В 1901 году в деревне открыто Акчеринское сельское земское училище.

## Население
| 2002 | 2010 | 2014 |
| ---- | ---- | ---- |
| 74   | ↘63  | ↗71  |